# Пузирківська сільська рада
| Пузирківська сільська рада — колишній орган місцевого самоврядування у Козятинському районі Вінницької області з адміністративним центром у с. Пузирки. Сільській раді підпорядковані населені пункти: - с. Пузирки - с. Держанівка - с. Панасівка |

## Склад ради
Рада складається з 14 депутатів та голови.

## Керівний склад сільської ради
| ПІБ                       | Основні відомості                                                    | Дата обрання | Дата звільнення |
| ------------------------- | -------------------------------------------------------------------- | ------------ | --------------- |
| Винарчик Марія Василівна  | Сільський голова, 1954 року народження, освіта, член народної партії | 26.03.2006   | 31.10.2010      |
| Шморгун Василь Григорович | Сільський голова, 1957 року народження, освіта вища, безпартійний    | 31.10.2010   |                 |

Примітка: таблиця складена за даними джерела